# Matt Hobby
Matt Hobby (18 januari 1985) is een Amerikaans acteur en komiek, die vooral bekend is door zijn rollen als dominee Jeff Hodgkins-Difford in Young Sheldon, Philip in de HBO-televisieserie Boardwalk Empire, Rudy Truitt in Hart of Dixie en Pat Landy in The Grinder.

## Carrière
Hobby begon zijn acteercarrière in 2008 met de direct-naar-video film: The Cult of Sincerity.
Later was hij te zien in verschillende televisieseries waaronder: Mom (televisieserie), Don't Trust the B---- in Apartment 23, Onion SportsDome en Fresh Off the Boat. Ook verscheen hij als Rudy Truitt in de dramaserie Hart of Dixie voor tien afleveringen en speelde hij Philip, een butler van het Thompson House, in de HBO-serie Boardwalk Empire.
Sinds 2017 speelt hij de rol van Pastor Jeff Difford, een voorganger van de kerk in de CBS-televisieserie Young Sheldon. In de eerste twee seizoenen was hij een terugkerend personage, maar vanaf het derde seizoen werd zijn karakter een hoofdrol

## Filmografie

### Films
| Jaar | Titel                              | Rol                              | Opmerkingen       |
| ---- | ---------------------------------- | -------------------------------- | ----------------- |
| 2008 | The Cult of Sincerity              | Bo                               | Direct-naar-video |
| 2011 | DEC. 26                            | Elf                              | Korte film        |
| 2013 | Big City, Bright Lights            |                                  | Korte film        |
| 2013 | Breakup at a Wedding               | Alison's mannelijke beste vriend |                   |
| 2016 | Spaghettiman                       | Pot Dokter                       |                   |
| 2018 | One Way Wolf Blitzer Freaky Friday | Isaac                            | Korte film        |

### Televisieseries
| Jaar      | Titel                                 | Rol                                   | Opmerkingen                                               |
| --------- | ------------------------------------- | ------------------------------------- | --------------------------------------------------------- |
| 2010      | Diamonds Wow!                         | Mark Zuckerberg                       | Aflevering: "Zuckerberg's Facebook Apology"               |
| 2012      | Boardwalk Empire                      | Philip, butler van het Thompson House | 5 afleveringen                                            |
| 2013      | Don't Trust the B---- in Apartment 23 | Gastheer                              | Aflevering: "Dating Games"                                |
| 2013–2015 | Hart of Dixie                         | Rudy Truitt                           | 10 afleveringen                                           |
| 2015      | Highly Evolved Human                  | Doctor                                | Verschillende afleveringen                                |
| 2015      | Mom (televisieserie)                  | Chip                                  | Aflevering: "Dropped Soap and a Big Guy on a Throne"      |
| 2015-2016 | The Grinder                           | Pat Landy                             | 5 afleveringen                                            |
| 2015      | The Genderton Project                 |                                       | Tv film                                                   |
| 2015      | Skits-O-Frenic                        | Klimmer                               | Aflevering: "What the Duck?"                              |
| 2017–2024 | Young Sheldon                         | Pastor Jeff Difford                   | Terugkerende rol (Seizoen 1&2) Hoofdrol (Seizoen 3-heden) |
| 2018      | The Emperor's Newest Clothes          | Kleermaker (stem)                     | Korte tv film                                             |
| 2019      | Fresh Off the Boat                    | Kurt                                  | Aflevering: "Cupid's Crossbow"                            |
| 2019      | Your Pretty Face Is Going to Hell     | Carl Dugan                            | Aflevering: "Five-Card Duds"                              |